# Generalización universal
En lógica de predicados, generalización (también generalización universal o introducción universal, GEN) es una regla de inferencia válida. Ella establece que si se ha derivado {\displaystyle \vdash P(x)} , entonces puede derivarse {\displaystyle \vdash \forall x\,P(x)}

## Generalización con hipótesis
La regla de generalización completa permite la hipótesis a la izquierda del trinquete, pero con restricciones. Supongamos que Γ es un conjunto de fórmulas, φ una fórmula, y {\displaystyle \Gamma \vdash \varphi (y)}. La regla de generalización dice que {\displaystyle \Gamma \vdash \forall x\varphi (x)} puede derivarse si y no se menciona en Γ y x no ocurre en φ.
Estas restricciones son necesarias para la solidez. Sin la primera restricción, se podría concluir {\displaystyle \forall xP(x)} de la hipótesis {\displaystyle P(y)}.
Sin la segunda restricción, se podría hacer la siguiente deducción:
1. {\displaystyle \exists z\exists w(z\not =w)} (Hipótesis)
2. {\displaystyle \exists w(y\not =w)} (Instanciación existencial)
3. {\displaystyle y\not =x} (Instanciación existencial)
4. {\displaystyle \forall x(x\not =x)} (Generalización universal defectuosa)

Esto pretende demostrar que {\displaystyle \exists z\exists w(z\not =w)\vdash \forall x(x\not =x),} que es una deducción errónea.

## Ejemplo de una demostración
Demostrar: {\displaystyle \forall x\,(P(x)\rightarrow Q(x))\rightarrow (\forall x\,P(x)\rightarrow \forall x\,Q(x))}.
Demostración:
| Número | Fórmula                                                                                                   | Justificación                          |
| ------ | --- | -------------------------------------- |
| 1      | {\displaystyle \forall x\,(P(x)\rightarrow Q(x))}                                                         | Hipótesis                              |
| 2      | {\displaystyle \forall x\,P(x)}                                                                           | Hipótesis                              |
| 3      | {\displaystyle (\forall x\,(P(x)\rightarrow Q(x)))\rightarrow (P(y)\rightarrow Q(y)))}                    | Instanciación universal                |
| 4      | {\displaystyle P(y)\rightarrow Q(y)}                                                                      | Desde (1) y (3) por Modus ponens       |
| 5      | {\displaystyle (\forall x\,P(x))\rightarrow P(y)}                                                         | Instanciación universal                |
| 6      | {\displaystyle P(y)\ }                                                                                    | Desde (2) y (5) por Modus ponens       |
| 7      | {\displaystyle Q(y)\ }                                                                                    | Desde (6) y (4) por Modus ponens       |
| 8      | {\displaystyle \forall x\,Q(x)}                                                                           | Desde (7) por Generalización           |
| 9      | {\displaystyle \forall x\,(P(x)\rightarrow Q(x)),\forall x\,P(x)\forall x\,Q(x)}                          | Resumen de (1) a (8)                   |
| 10     | {\displaystyle \forall x\,(P(x)\rightarrow Q(x))\forall x\,P(x)\rightarrow \forall x\,Q(x)}               | Desde (9) por Teorema de la deducción  |
| 11     | {\displaystyle \forall x\,(P(x)\rightarrow Q(x))\rightarrow (\forall x\,P(x)\rightarrow \forall x\,Q(x))} | Desde (10) por Teorema de la deducción |

En esta prueba, se utilizó la generalización universal en el paso 8. El teorema de la deducción es aplicable en los pasos 10 y 11 porque las fórmulas que son trasladadas no tiene variables libres.